# Spooky graphic
Spooky graphic（スプーキーグラフィック）は「驚きをクリエイトするオバケ集団」をキャッチコピーにCGクリエイターのハヤシヒロミ、キャラクターデザイナーの梅北稔博、グラフィックデザイナーのフジサワトミオの3人を中心に活動しているグラフィックデザインチーム。
テレビやゲームを中心にキャラクターデザイン、ロゴデザインの提供やアニメーション作品の演出、制作等を行っている。

## 略歴
2003年、オリジナルコンテンツの制作を目標に掲げ、CGクリエイターのハヤシヒロミ、キャラクターデザイナーの梅北稔博、グラフィックデザイナーのフジサワトミオ、web制作会社（有）ルート代表、竹内良介の4人を中心に結成される。
2005年、東京国際アニメフェア「クリエイターズワールド」に出展、オリジナル3DCGアニメーション「Pooky's」で注目される。
2006年、「Pooky's」が動画革命東京の第1次支援作品に選出される。
2008年、NHK教育テレビジョンにて放映された「リトル・チャロ　からだにしみこむ英会話」内のアニメーションにて、主役のチャロをはじめ、全てのキャラクターデザインを手がけるとともに、
アニメーションの監督、制作を担当。
2010年、東京メトロ内の中づり絵本にてオリジナル作品の「ゲンコとひょう太」を不定期連載中。

## 主な仕事歴
- 2004年 - 「BECK」CGI監督（ハロルド作石原作のテレビアニメ）
- 2005年 - 「Pooky's」原作、デザイン、制作（オリジナルアニメーション）
- 2005年 - 「DISCO☆DISCO」キャラクターデザイン、監督、アニメ制作（So' Fly ミュージックビデオ）
- 2006年 - 「メタルギアソリッド バンドデシネ」監督、アニメーション制作（コナミ PSP用ゲームソフト）
- 2006年 - 「時をかける少女」CGI監督、CGI制作（劇場用アニメーション映画）
- 2006年 - 「メタルギアソリッド ポータブル・オプス」映像パート監督、アニメーション制作（コナミ PSP用ゲームソフト）
- 2007年 - 「どろぼー夫婦」（オリジナルアニメ ライブドアネットアニメにて公開、現在は公開終了）
- 2008年 - 「リトル・チャロ」キャラクターデザイン、アニメーション監督、アニメーション制作
- 2008年 - 「メタルギアソリッド2 バンドデシネ」監督、アニメーション制作（コナミ DVD-Video作品）
- 2008年 - 「THE LOOONIES」キャラクターデザイン、監督、アニメーション制作（TRICERATOPS ミュージックビデオ）
- 2008年 - 「ベビスマ」（SMAP×SMAP ジングル制作）
- 2008年 - 「Batman: Gotham Knight デッドショット」CGI監督、CGI制作（OVA）
- 2008年 - 「みんなのうた 晴れ舞台」キャラクターデザイン、監督、アニメーション制作（ジェロの楽曲「晴れ舞台」）
- 2008年 - 「メタルギアソリッド4」Flash映像パート、デザイン、映像演出（コナミPS3用ゲームソフト）
- 2008年 - 「MIZUNO FOOTBALL」キャラクターデザイン、監督（ミズノ サッカーシューズ web用コマーシャルフィルム）
- 2009年 - 「天才てれびくんMAX MTK」キャラクターデザイン、監督（天才てれびくんMAX内の映像「MTK」）
- 2009年 - 「オレたち!クイズMAN」キャラクターデザイン（TBSクイズ番組）
- 2010年 - 「メタルギアソリッド ピースウォーカー」映像パート演出（コナミPSP用ゲームソフト）
- 2010年 - 「クロヒョウ 龍が如く新章」映像パート監督（セガPSP用ゲームソフト）
- 2010年 - 「LIES, LIES. 」監督、アニメーション制作（DREAMS COME TRUE ミュージックビデオ）
- 2010年 - 「ゲンコとひょう太」原作（東京メトロ 中づり絵本 ）
- 2010年 - 「アヒル隊長」10周年新キャラクターデザイン